# Difano
Difano foi um dos primeiros santos e mártires cristãos do sudeste do País de Gales, na Britânia romana. É o homônimo da igreja conhecida como Merthyr Dyfan ("Mártir Difano"). Por vezes, ele é denominado como protomártir de Gales.
A história de seu martírio foi creditada a São Teilo, no século VI. No século XIX, Edward Williams o fundiu com São Deruviano, uma figura nos relatos lendários do batismo do Rei São Lúcio. A descoberta das alterações e falsificações de Williams desacreditou essa conexão. Parcialmente baseada nessa conexão, no entanto, a igreja de Merthyr Dyfan data seu martírio para o ano 180.
Seu memorial não aparece em nenhum calendário medieval galês dos santos e atualmente não é observado pelas igrejas Anglicana, Católica ou Ortodoxa em Gales.

## Veneração
A igreja paroquial de Merthyr Dyfan é agora dedicada em conjunto à São Difano e São Teilo. Em 2010, continuou a se promover como o mais antigo assentamento cristão do País de Gales, com base na suposta conexão de Difano com o lendário Rei São Lúcio.
Existe um Llandyfan ("São Difano") fora de Ammanford, notável por sua importância no início do movimento inconformista galês. A única estrutura é uma capela da facilidade erguida para visitantes do poço sagrado próximo, estimado para o tratamento de paralisia e doenças relacionadas. Isso era conhecido como Ffynnon Gwyddfaen. ou Gwyddfân e Gomer Roberts argumentam contra sua conexão com Difano "porque o lugar sempre foi chamado Llandyfân com o sotaque da última sílaba", aparecendo em registros anteriores como Llanduvaen. Em vez disso, ele observa a semelhança do nome com Dyfnan, um suposto filho do invasor irlandês Brychan Brycheiniog de Brycheiniog.
A memória de São Difano não aparece em nenhum calendário galês medieval sobrevivente dos santos, às vezes aparece em lugares onde São Deruviano é claramente pretendido; em Browne Willis, aparece no dia de São Doewan, uma aparente confusão dos dois. Atualmente, sua memória não é observada por nenhuma das principais denominações cristãs do País de Gales.